# マイクル・Z・リューイン
マイクル・Z・リューイン（Michael Z. Lewin、1942年 - ）は、アメリカの小説家。マサチューセッツ州スプリングフィールドの生れ。父親は、匿名で発表した『アイアンマウンテン報告』で知られる、政治評論家のレナード・C・リュイン。
5歳のときにインディアナポリスに移住。ハーバード大学を卒業後、ブリッジポートやニューヨークで高校教師を勤める。妻・マリアンヌに薦められたチャンドラーの小説を読んで作家を志し、1971年に渡英。同年にアルバート・サムスンを主人公とするハードボイルド小説『A型の女』でデビュー。バスケットボールのコラムの執筆、女子バスケットチームのコーチの傍ら小説を書く。ほかの作品に、リーロイ・パウダー警部補が登場する『夜勤刑事』など。

## 作品一覧

### アルバート・サムスン登場作
- A型の女（Ask the Right Question、1971年）
- 死の演出者（The Way We Die Now、1973年）
- 内なる敵（The Enemies Within、1974年）
- 沈黙のセールスマン（The Silent Salesman、1978年）
- 消えた女（Missing Woman、1981年）
- 季節の終り（Out of Season、1984年）
- 豹の呼ぶ声（Called by a Panther、1991年）
- 眼を開く（Eye Opener、2004年）
- 父親たちにまつわる疑問（Alien Quartet、2018年）

### リーロイ・パウダー警部補登場作
- 夜勤刑事（Night Cover、1976年）
- 刑事の誇り（Hard Line、1982年）
- 男たちの絆（Late Payments、1986年）

### ルンギ探偵事務所シリーズ
- 探偵家族（Family Business、1995年）
- 探偵家族／冬の事件（Family Planning、1999年）
- Family Way（2011年）

### その他
- The Next Man（1976年）
- 表と裏（Outside in、1980年）
- そして赤ん坊が落ちる（And Baby Will Fall、1988年）
- 負け犬（Underdog、1993年）
- カッティングルース（Cutting Loose、1999年）
- The Reluctant Detective (2001年）短編集
- Oh Joe（2008年）
- Confessions of a Discontented Deity (2013年）